# Armas Launis
Armas Emanuel Launis, właśc. Armas Emanuel Lindberg (ur. 22 kwietnia 1884 w Hämeenlinna, zm. 7 sierpnia 1959 w Nicei) – fiński kompozytor i muzykolog.

## Życiorys
W latach 1901−1907 kształcił się w szkole towarzystwa filharmonicznego w Helsinkach. Naukę kontynuował u Wilhelma Klattego w Stern’sches Konservatorium w Berlinie (1907−1908) oraz u Waldemara von Baussnerna w Weimarze (1909). W 1913 roku doktoryzował się na Uniwersytecie Helsińskim na podstawie pracy Über Art, Entstehung und Verbreitung der Etnisch-Finnischen Runenmelodien (wyd. Helsinki 1913). Pracował w szkołach jako nauczyciel muzyki, od 1918 do 1922 roku zatrudniony był na stanowisku docenta na Uniwersytecie Helsińskim. Od 1922 do 1930 roku kierował założonym przez siebie konserwatorium ludowym w Helsinkach, założył też jego oddziały w 7 innych miastach fińskich. W 1930 roku osiadł na stałe w Nicei.
Należał do pierwszych fińskich etnomuzykologów, interesował się szczególnie folklorem muzycznym Laponii. W swojej twórczości wykorzystywał elementy twórczości ludowej, m.in. posługując się w operach charakterystycznym stylem recytatywnym.

## Ważniejsze kompozycje
(na podstawie materiałów źródłowych)

### Utwory orkiestrowe
- Andante religioso na skrzypce i orkiestrę (1932)
- Suite nordique na skrzypce i orkiestrę (1950)
- Karjalainen sarja (1952)

### Opery
- Seitsemän veljestä (wyst. Helsinki 1913)
- Kullervo (wyst. Helsinki 1917)
- Aslak Hetta (wyst. Helsinki 1922)
- Noidan laulu (1932)
- Kesä jota ei koskaan tullut (ok. 1936)
- Karjalainen taikahuivi (1937)
- Lumottu silkkihuivi (1937)
- Oli kerran (ok. 1939)
- Jehudith (1940)
- Jäiset liekit (ok. 1957)